# 大鲁伊
大鲁伊（法語：Rouy-le-Grand，法語發音：[ʁwi lə ɡʁɑ̃]）是法国上法蘭西大區索姆省的一个市镇，与小鲁伊相邻，属于佩罗讷区。

## 地理
大鲁伊（49°46'31"N, 2°57'32"E）面积3.81 平方千米，位于法国上法蘭西大區索姆省，该省份为法国北部沿海省份，北起加来海峡省和北部省，西接滨海塞纳省和大西洋英吉利海峡，南至瓦兹省，东临埃纳省。
与大鲁伊接壤的市镇（或旧市镇、城区）包括：索姆河畔贝唐库尔、梅尼勒圣尼凯斯、内勒、小鲁伊、瓦耶讷。
大鲁伊的时区为UTC+01:00、UTC+02:00（夏令时）。

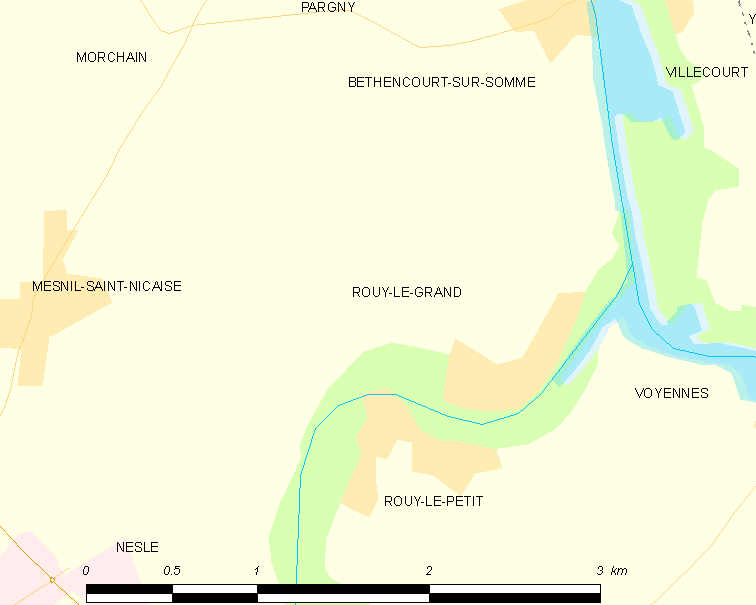
大鲁伊的OSM定位图

## 行政
大鲁伊的邮政编码为80190，INSEE市镇编码为80683。

## 政治
大鲁伊所属的省级选区为阿姆县。

## 人口

1962-2008年间大鲁伊人口变化图示

大鲁伊于2022年1月1日时的人口数量为100人。